# Cariofíl·lides
Els cariofilids (Caryophyllidae) són una subclasse de plantes, fonamentalment herbàcies. Les formes llenyoses presenten estructures caulinars anòmales o bé el creixement secundari és anòmal.
Els estams, si són nombrosos, són centrífugs. El pol·len sol ser de tres nuclis o, més rarament, de dos (binucleats). Els primordis seminals són bitégmics, crasinucelats i amb placentació central, lliure o basal. En les llavors l'endosperma és substituït per perisperm.
La subclasse comprèn tres ordres amb 14 famílies, unes 11.000 espècies de les quals, la majoria pertanyen a l'ordre de les cariofil·lals (Caryophyllales): les fitolacàcies, família Phytolaccaceae.